# El-Munsif Ben Youssef
El-Munsif Ben Youssef (em árabe: المنصف بن يوسف) é um ex-ciclista líbio. Representou o seu país nos Jogos Olímpicos de 1980, realizados em Moscou, Rússia, onde competiu na prova de estrada, mas não conseguiu terminar a corrida.